# Janderup (plaats)
Janderup is een plaats in de Deense regio Zuid-Denemarken, gemeente Varde. De plaats telt 834 inwoners (2008).
- Library of Congress Control Number: n82086663
- Nationale Bibliotheek van Israël: 987007552721205171
- Virtual International Authority File: 153628171